# Македонска гркокатоличка црква
Македонска гркокатоличка црква (латински: Ecclesiae Graecae Catholico Macedonica; македонски: Македонска грчка католичка црква), која се понекад назива, позивајући се на свој византијски обред, Македонска византијска католичка црква је sui iuris источна католичка црква у пуном јединству са Католичком црквом и која користи македонски језик у литургији. Македонска гркокатоличка црква се састоји од само једне епархије, Македонске католичке епархије Блажене Дјеве Марије са седиштима у Струмици и Скопљу.